# Mathieu van der Poel
Mathieu van der Poel (ur. 19 stycznia 1995 w Kapellen) – holenderski kolarz górski, przełajowy i szosowy, wielokrotny medalista mistrzostw świata i Europy.

## Kariera
Pierwszy sukces w karierze van der Poel osiągnął w 2012 roku, kiedy zdobył złoty medal w kategorii juniorów podczas przełajowych mistrzostw świata w Koksijde. Złoto zdobył także rok później, w kategorii U-23, na mistrzostwach świata w Louisville, a podczas rozgrywanych w 2014 roku mistrzostw świata w Hoogerheide był trzeci. W kategorii elite pierwszy medal zdobył na mistrzostwach świata w Taborze, gdzie okazał się najlepszy. W zawodach tych wyprzedził Belga Wouta Van Aerta i swego rodaka Larsa van der Haara. Startuje także w wyścigach szosowych, w 2013 roku zwyciężył w kategorii juniorów na szosowych mistrzostwach świata we Florencji.
Jego ojciec, Adrie van der Poel, jak i dziadek, Raymond Poulidor, również byli kolarzami.

## Najważniejsze osiągnięcia

### Kolarstwo przełajowe
2010
- 2. miejsce w mistrzostwach Holandii kadetów

2011
- 1. miejsce w mistrzostwach Holandii kadetów

2012
- 1. miejsce w mistrzostwach świata juniorów
- 1. miejsce w mistrzostwach Europy juniorów
- 1. miejsce w mistrzostwach Holandii kadetów

2013
- 1. miejsce w mistrzostwach świata juniorów
- 1. miejsce w mistrzostwach Europy U-23
- 1. miejsce w mistrzostwach Holandii juniorów

2014
- 1. miejsce w mistrzostwach Holandii U-23
- 3. miejsce w mistrzostwach świata U-23

2015
- 1. miejsce w mistrzostwach świata
- 1. miejsce w mistrzostwach Holandii

2016
- 1. miejsce w mistrzostwach Holandii
- 2. miejsce w mistrzostwach Europy

2017
- 1. miejsce w mistrzostwach Europy
- 1. miejsce w mistrzostwach Holandii
- 2. miejsce w mistrzostwach świata

2018
- 1. miejsce w mistrzostwach Europy
- 1. miejsce w mistrzostwach Holandii
- 1. miejsce w klasyfikacji Pucharu Świata
- 3. miejsce w mistrzostwach świata

2019
- 1. miejsce w mistrzostwach świata
- 1. miejsce w mistrzostwach Holandii
- 1. miejsce w Heusden-Zolder

2020
- 1. miejsce w mistrzostwach świata
- 1. miejsce w mistrzostwach Holandii

2021
- 1. miejsce w mistrzostwach świata

2023
- 1. miejsce w mistrzostwach świata

### Kolarstwo szosowe
2011
- 1. miejsce w mistrzostwach Holandii nowicjuszy (jazda indywidualna na czas)

2013
- 1. miejsce w mistrzostwach świata (wyścig juniorów)

2018
- 1. miejsce w mistrzostwach Holandii (start wspólny)
- 2. miejsce w mistrzostwach Europy (start wspólny)

2019
- 1. miejsce na 1. etapie Tour of Antalya
- 1. miejsce w Grand Prix de Denain
- 1. miejsce w Dwars door Vlaanderen
- 1. miejsce w Brabantse Pijl
- 1. miejsce w Amstel Gold Race
- 1. miejsce na 1. etapie Arctic Race of Norway
- 1. miejsce w Tour of Britain
  - 1. miejsce na 4., 7. i 8. etapie Tour of Britain

2020
- 3. miejsce w Giro del Piemonte
- 1. miejsce w mistrzostwach Holandii (start wspólny)
- 1. miejsce na 7. etapie Tirreno-Adriático
- 1. miejsce w BinckBank Tour
  - 1. miejsce na 5. etapie
- 1. miejsce w Ronde van Vlaanderen

2021
- 1. miejsce na 1. etapie UAE Tour
- 1. miejsce w Strade Bianche
- 1. miejsce na 3. i 5. etapie Tirreno-Adriático
- 3. miejsce w E3 Saxo Bank Classic
- 2. miejsce w Ronde van Vlaanderen
- 1. miejsce na 2. i 3. etapie Tour de Suisse
- 1. miejsce na 2. etapie Tour de France
- 1. miejsce w Antwerp Port Epic
- 3. miejsce w Paryż-Roubaix

2022
- 3. miejsce w Mediolan-San Remo
- 1. miejsce na 4. etapie Settimana Internazionale di Coppi e Bartali
- 1. miejsce w Dwars door Vlaanderen
- 1. miejsce w Ronde van Vlaanderen
- 1. miejsce w klasyfikacji najaktywniejszych Giro d’Italia
  - 1. miejsce na 1. etapie
- 1. miejsce w Grand Prix de Wallonie

2023
- 1. miejsce w Mediolan-San Remo
- 2. miejsce w E3 Saxo Classic
- 2. miejsce w Ronde van Vlaanderen
- 1. miejsce w Paryż-Roubaix
- 1. miejsce w Baloise Belgium Tour
  - 1. miejsce w klasyfikacji punktowej
  - 1. miejsce na 4. etapie
- 1. miejsce w mistrzostwach świata (start wspólny)

2024
- 1. miejsce w E3 Saxo Classic
- 2. miejsce w Gandawa-Wevelgem
- 1. miejsce w Ronde van Vlaanderen
- 1. miejsce w Paryż-Roubaix
- 3. miejsce w Liège-Bastogne-Liège
- 2. miejsce w Tour de Luxembourg
  - 1. miejsce w klasyfikacji punktowej
  - 1. miejsce na 1. etapie
- 3. miejsce w mistrzostwach świata (start wspólny)

2025
- 1. miejsce w Mediolan-San Remo
- 1. miejsce w Paryż-Roubaix

## Starty w Wielkich Tourach
| Grand Tour | 2021 | 2022 | 2023 | 2024 |
| ---------- | ---- | ---- | ---- | ---- |
| Giro       | -    | 57.  | -    | -    |
| Tour       | DNF  | DNF  | 57.  | 96.  |
| Vuelta     | -    | -    | -    | -    |

## Rankingi
| Rok             | 2014 | 2015 | 2016  | 2017 | 2018 | 2019 | 2020 | 2021 | 2022 | 2023 | 2024 |
| --------------- | ---- | ---- | ----- | ---- | ---- | ---- | ---- | ---- | ---- | ---- | ---- |
| World Ranking   |      |      | 1174. | 167. | 111. | 12.  | 4.   | 7.   | 9.   | 7.   | 5.   |
| UCI Europe Tour | 46.  | 270. | 794.  | 59.  | 14.  | 11.  | 4.   | 6.   | 9.   | 7.   | 4.   |
|                 |      |      |       |      |      |      |      |      |      |      |      |
| Źródło: UCI     |      |      |       |      |      |      |      |      |      |      |      |